# سد وادي المحزمة
سد وادي المحزمة هو سد إملائي ترابي (ركامي) في المملكة العربية السعودية افتتح في عام 1980 ويقع في منطقة عسير. الغرض الرئيسي من السد هو السيطرة على الفيضانات.

## الموقع
يقع سد السد المحزمة بين قريتي آل جراد وآل عائض في شمال محافظة سراة عبيدة حيث يبعد عن مركزها مسافة 6 كيلومتر.
- موقع السد على خرائط غوغل

## الخصائص
أنشئ سد المحزمة من نوع إملائي ترابي من أجل التحكم في الفيضانات والاستفادة من موارد المياه في الوادي، وقد بلغ طول السد 280 مترًا وارتفاع بلغ 22 مترًا وبسعة تخزينية تفوق 150 ألف متر مكعب
السعة التخزينية للسد تسمح له باستيعاب فيض السيول فعند هطول الأمطار الغزيرة على محافظة سراة عبيدة بعد تفيض جميع سدود المحافظة إلا سد وادي المحزمة.

## وصلات خارجية
- سد المحزمة بال معمر على يوتيوب
- ذكريات وادي المحزمة لعام 1438 هـ على يوتيوب